# Mickey 3d
Mickey 3d es una banda de rock francesa originaria de Montbrison y fundada en 1997 cuando Mickaël Furnon (alias Mickey) y Aurélien Joanin alias Jojo se separaron de la banda local 3Dk. Fueron apoyados por el grupo Louise Attaque y fueron teloneros en sus conciertos.

## Discografía

### Álbumes
- 1996 - Le souffle court - demo tape
- 1997 - Mickey 3d - demo tape
- 1998 - L'amour - demo tape
- 1999 - Mistigri Torture - reedited by Virgin in 2000
- 2001 - La trêve
- 2003 - Tu vas pas mourir de rire
- 2004 - Live à Saint-Étienne
- 2005 - Matador

### Sencillos
- 2000 - La France a peur
- 2001 - Tu dis mais ne sais pas
- Jeudi pop pop
- 2002 - Ma grand-mère
- 2003 - Respire
- Yalil (La fin des haricots)
- Ça m'étonne pas
- 2004 - Johnny Rep
- 2005 - Matador
- Les mots
- 2006 - La mort du peuple

## Premios
- 2003 - Prix Constantin
- 2004 - Victoires de la musique 
  - Victoire album de rock del año por Tu vas pas mourir de rire.
  - Victoire mejor vídeo musical Respire.
  - Victoire mejor canción original Respire.